# Godoli
Godoli é uma vila no distrito de Satara, no estado indiano de Maharashtra.

## Demografia
Segundo o censo de 2001, Godoli tinha uma população de 16,751 habitantes. Os indivíduos do sexo masculino constituem 52% da população e os do sexo feminino 48%. Godoli tem uma taxa de literacia de 83%, superior à média nacional de 59.5%: a literacia no sexo masculino é de 85% e no sexo feminino é de 81%. Em Godoli, 11% da população está abaixo dos 6 anos de idade.